# Évian-les-Bains

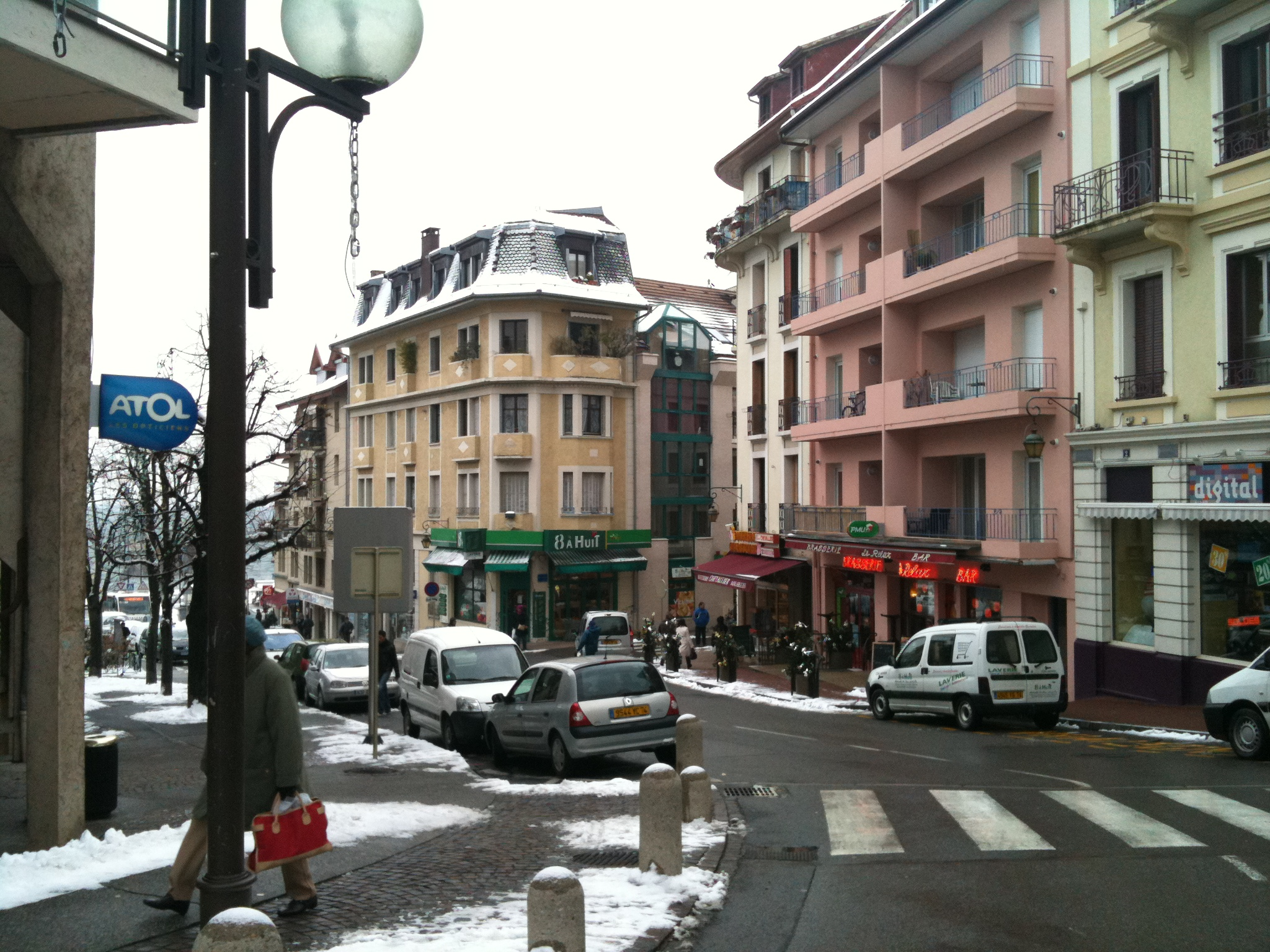
Évian-les-Bains

Évian-les-Bains (eller bara Évian) är en stad och kommun i norra delen av Haute-Savoie i sydöstra Frankrike. Staden ligger vid sjön (Lac Léman), mittemot den schweiziska staden Lausanne. År 2022 hade Évian-les-Bains 9 224 invånare.

## Hälsobrunn
Évian-les-Bains har sedan 1930-talet varit känt för sitt mineralvatten, Evian..

## Befolkningsutveckling
Antalet invånare i kommunen Évian-les-Bains
| Referens: INSEE |

## Kända personer från orten
- Pierre-Louis Dupas (1761–1823), fransk general
- Patrick Blanc (född 1972), utförsåkare